# CCL17
Le CCL17 (pour « CC chemokine ligand 17 ») est une chimiokine. Son gène, CCL17 est situé sur le chromosome 16 humain.

## Rôles
Il se lie au CCR4. Il favorise la proliférations des lymphocyte T régulateurs et auxiliaire.

## En médecine
Son expression est augmentée dans l'asthme, dans la dermatose allergique de contact,dans la polyarthrite rhumatoïde et dans l'athérome.